# 한국감성과학회
한국감성과학회는 회원 상호간의 감성과학 관련 학술 및 연구 정보의 교환을 통하여 감성과학의 발전을 도모할 목적으로 2003년 7월 14일 설립허가된 대한민국 미래창조과학부 소관의 사단법인이다. 사무실은 서울특별시 서대문구 신촌동 134번지 연세대 의과대학 임상의학연구센터 한국감성과학회 사무국에 있다.